# Rajdowe Mistrzostwa Włoch 2011
Ten artykuł dotyczy sezonu 2011 Rajdowych Samochodowych Mistrzostw Włoch (Campionato Italiano Rally), pięćdziesiątej edycji tej serii.
Mistrzostwo Włoch w sezonie 2011 wywalczyła załoga Paolo Andreucci i Anna Andreussi, startująca Peugeotem 207 S2000, w zespole Racing Lions SRL. Załoga ta zdobyła 175 punktów. Wyprzedziła ona Lukę Rossettiego i Mattego Chiarcossiego (Fiat Abarth Grande Punto S2000 w barwach teamu National Proklama) o 87 punktów i Gianfranco Cunico i Rudy’ego Polleta (Peugeot 207 S2000 w barwach teamu Island Motorsport) o 115 punktów.
Mistrzostwa Włoch w sezonie 2011 składały się z ośmiu eliminacji, sześciu asfaltowych oraz dwóch szutrowych. W siedmiu z nich triumfował Paolo Andreucci, a w jednej – Luca Rossetti. W mistrzostwach obowiązywała punktacja 25-18-15-12-10-8-6-4-2-1.

## Kalendarz
| Runda | Data          | Rajd                                             | Baza                                      | Nawierzchnia | Zwycięzca       |
| ----- | ------------- | ------------------------------------------------ | ----------------------------------------- | ------------ | --------------- |
| 1     | 24.03 – 26.03 | 34. Rally Il Ciocco e Valle del Serchio 2011     | Castelnuovo Garfagnana                    | asfalt       | Paolo Andreucci |
| 2     | 14.04 – 16.04 | 35. Rally 1000 Miglia 2011                       | Brescia                                   | asfalt       | Paolo Andreucci |
| 3     | 05.05 – 07.05 | 30. Rally Costa Smeralda Sardegna 2011           | Olbia                                     | szuter       | Paolo Andreucci |
| 4     | 02.06 – 04.06 | 95. Targa Florio 2011                            | Campofelice di Roccella – Termini Imerese | asfalt       | Paolo Andreucci |
| 5     | 16.06 – 18.06 | 45. Rally del Salento 2011                       | Lecce                                     | asfalt       | Paolo Andreucci |
| 6     | 14.07 – 16.07 | 24. Rally di San Crispino 2011                   | Gubbio                                    | szuter       | Paolo Andreucci |
| 7     | 01.09 – 03.09 | 47. Rally del Friuli e delle Alpi Orientali 2011 | Udine                                     | asfalt       | Luca Rossetti   |
| 8     | 15.09 – 17.09 | 31. Rallye San Martino di Castrozza 2011         | San Martino di Castrozza                  | asfalt       | Paolo Andreucci |

## Klasyfikacje

### Klasyfikacja generalna (pierwsza dziesiątka)
| Poz. | Kierowca          | CIO | MMM | CSM | TFL | SAL | SCR | AAP | SMC | Suma punktów |
| ---- | ----------------- | --- | --- | --- | --- | --- | --- | --- | --- | ------------ |
| 1    | Paolo Andreucci   | 1   | 1   | 1   | 1   | 1   | 1   | 2   | 1   | 193          |
| 2    | Luca Rossetti     | 2   | 2   | 3   | NU  | 4   | NU  | 1   | 2   | 106          |
| 3    | Gianfranco Cunico | 6   | 4   |     | 3   | 5   | 2   | NU  | 3   | 78           |
| 4    | Alessandro Perico | 5   | 3   | 5   | 5   | 6   |     | 3   | 5   | 78           |
| 5    | Umberto Scandola  | 4   | NU  | 2   | 2   | 3   | NU  | NU  | NU  | 63           |
| 6    | Simone Campedelli |     | 7   | 4   | 9   | 9   | 5   | 4   | 6   | 56           |
| 7    | Alessio Pissi     | 7   | 6   |     | 7   | 2   |     |     | 4   | 50           |
| 8    | Elwis Chentre     | 3   | 5   | NU  | 4   | NU  |     |     |     | 37           |
| 9    | Fabio Gianfico    | 20  | NU  | 6   | 10  | 12  | 3   | 8   | NU  | 33           |
| 10   | Andrea Nucita     | 10  | 9   |     | 6   | 22  |     | 8   | NU  | 24           |

### Klasyfikacja konstruktorów
| Poz. | Zespół  | CIO | MMM | CSM | TFL | SAL | SCR | AAP | SMC | Suma punktów |
| ---- | ------- | --- | --- | --- | --- | --- | --- | --- | --- | ------------ |
| 1    | Peugeot | 40  | 37  | 37  | 40  | 43  | 43  | 33  | 40  | 313          |
| 2    | Abarth  | 18  | 18  | 15  |     | 12  | 4   | 25  | 18  | 110          |
| 3    | Ford    | 12  |     | 24  | 18  | 15  | 6   |     |     | 75           |
| 4    | Citroën |     | 1   | 10  |     | 6   | 10  | 12  | 8   | 47           |
| 5    | Renault | 6   |     | 2   | 2   | 3   | 1   | 18  | 3   | 35           |
| 6    | Škoda   |     | 17  |     |     |     |     |     |     | 17           |

### Grupa N (pierwsza trójka)
System punktacji: 25-18-15-12-10-8-6-4-2-1
| Poz. | Kierowca           | CIO | MMM | CSM | TFL | SAL | SCR | AAP | SMC | Suma punktów |
| ---- | ------------------ | --- | --- | --- | --- | --- | --- | --- | --- | ------------ |
| 1    | Fabio Gianfico     | 4   | NU  | 1   | 1   | 2   | 1   | 1   | NU  | 130          |
| 2    | Maurizio Angrisani | 1   | 1   | 2   | NU  | 1   | NU  | NU  | NU  | 93           |
| 3    | Marco Vallario     | NU  | NU  | 3   | 5   | NU  | 3   | 2   | 2   | 76           |

### Junior (pierwsza trójka)
System punktacji: 25-18-15-12-10-8-6-4-2-1. Do tych punktów dodawane są także punkty za zajęcie miejsca w poszczególnych klasach (R3C, R3T, R3D, R2C, R2B, R1B i R1A). Gdy w danej klasie rywalizowało mniej niż trzech zawodników, wówczas punkty z tej klasy dzielono przez 2.
| Poz. | Kierowca          | CIO | MMM  | CSM | TFL  | SAL  | SCR | AAP  | SMC | Suma punktów |
| ---- | ----------------- | --- | ---- | --- | ---- | ---- | --- | ---- | --- | ------------ |
| 1    | Simone Campedelli |     | 37,5 |     | 30,5 | 37,5 |     | 37,5 | 50  | 193          |
| 2    | Andrea Nucita     | 50  | 43   |     | 50   | 22   |     | 27   |     | 192          |
| 3    | Marco Signor      | 22  | 33   |     |      | 43   |     | 43   | 27  | 168          |